# Universidade de Los Andes (Colômbia)
A Universidade dos Andes (espanhol: Universidad de los Andes, ou Uniandes) é uma universidade privada com sede em Bogotá, Colômbia.
Foi fundada em 16 de novembro de 1948 com a ideia de formar uma elite acadêmica e técnica, iniciada por Mario Laserna Pinzón e Alberto Lleras Camargo entre outros. Conta com um número aproximado de 13.500 estudantes (2008), distribuidos em 28 programas de graduação e 58 de pós-graduação distribuidos nas faculdades da universidade, e com mais de 1.000 docentes, é uma das 10 melhores universidades da América Latina de acordo com o QS World University Ranking.

## Composição administrativa
A Universidade de los Andes conta com nove Faculdades:
- Faculdade de Administração: Página Web.
- Faculdade de Arquitetura e desenho e Desenho Página Web.
- Faculdade de Artes e Humanidades: Página Web.
- Faculdade de Ciências: Página Web.
- Faculdade de Ciências Sociais: Página Web.
- Faculdade de Direito: Página Web.
- Faculdade de Economia: Página Web.
- Faculdade de Engenharia: Página Web.
- Faculdade de Medicina: Página Web.
- Escola do Governo: Página Web.

### Departamentos
- Departamento de Antropologia: Página Web.
- Departamento de Arquitetura: Página Web.
- Departamento de Arte: Página Web.
- Departamento de Ciência Política: Página Web.
- Departamento de Ciências Biológicas: Página Web.
- Departamento de Desenho: Página Web.
- Departamento de Filosofia: Página Web.
- Departamento de Física: Página Web.
- Departamento de História: Página Web.
- Departamento de Humanidades e Literatura: Página Web.
- Departamento de Engenharia Civil e Ambiental: Página Web.
- Departamento de Engenharia Elétrica e Eletrônica: Página Web.
- Departamento de Engenharia Industrial: Página Web.
- Departamento de Engenharia Mecânica: Página Web.
- Departamento de Engenharia Química: Página Web.
- Departamento de Engenharia de Sistemas e Computação: Página Web.
- Departamento de Linguagens e Estudos Socioculturais: Página Web.
- Departamento de Matemáticas: Página Web.
- Departamento de Música: Página Web.
- Departamento de Psicologia: Página Web.
- Departamento de Química.

A Universidade de los Andes iniciou também a consolidar-se como uma universidade de pesquisas.
- Pesquisas

## Observatorio astronômico
A Universidade conta com um telescópio MEADE Schmidt-Cassegrain de 40 cm de diâmetro e uma câmera CCD e um espectrógrafo desenhado pelos estudantes. A cúpula está situada na parte superior e as escadas no edifício H, onde está situado o departamento de matemáticas e de física.